# شهرک صنعتی کوپیته
شهرک صنعتی کوپیته، روستایی از توابع بخش سردشت شهرستان دزفول در استان خوزستان ایران است.

## جمعیت
این روستا در دهستان ماهوربرنجی قرار دارد و براساس سرشماری مرکز آمار ایران در سال ۱۳۹۵، جمعیت آن ۳۵۴ نفر (۷۲ خانوار) بوده‌است.